# Luis Aloisio de Hohenlohe-Waldenburg-Bartenstein

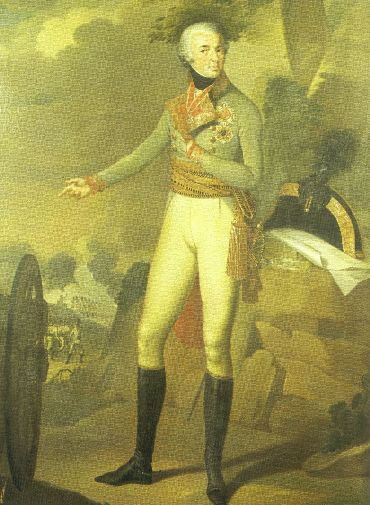
Luis Alosio de Hohenlohe-Waldenburg-Bartenstein.

El  Príncipe Luis Aloisio de Hohenlohe-Waldenburg-Bartenstein (en alemán: Ludwig Aloysius Prinz zu Hohenlohe-Waldenburg-Bartenstein; 18 de agosto de 1765 - 30 de mayo de 1829) fue un príncipe alemán y Mariscal de Francia. Comandó una división de soldados austriacos en las campañas de 1809 y 1814 durante las guerras napoleónicas. Comandó el 2º Cuerpo de Ejército de los Cien Mil Hijos de San Luis que invadieron España en 1823.

## Biografía
Hohenlohe nació en Bartenstein en Hohenlohe-Bartenstein. Era hijo de Luis Carlos, príncipe de Hohenlohe-Waldenburg-Bartenstein y su esposa, la condesa Polixena de Limburg-Stirum. Fueron sus hermanos:
- Sofía (1758-1836), canonesa de la Institución de Damas Nobles de Thorn.
- María Ana (1811)
- María Leopoldina (1761-1807)
- Josefa Isabel (1763-1796)
- Luis (1765-1829), sucedería a su padre como Hohenlohe-Waldenburg-Bartenstein.
- Carlos José (1766-1838), príncipe de Hohenlohe-Jagstberg.
- Francisca Luisa (1770-1812)

En 1784 entró en el servicio del Palatinado, que abandonó en 1793 para coger el mando como coronel de un regimiento del ejército francés creado por su padre para el servicio de los príncipes emigrados de Francia. Se distinguió enormemente a las órdenes del Príncipe de Condé en las campañas de 1792-93, especialmente en el asalto a las líneas de Wissembourg.
Subsiguientemente, entró en el servicio de los Países Bajos y, cuando estuvo casi rodeado por el ejército del General Pichegru, condujo una retirada maestra de la isla de Bommelerwaard hasta el Waal. Después de la rendición holandesa ante los ejércitos franceses, Hohenlohe se unió al ejército austriaco con el que luchó en las campañas de 1794 y 1798. Al año siguiente fue nombrado mayor general por el Archiduque Carlos de Austria. Hohenlohe fue promovido al rango de Teniente Mariscal de Campo (Feldmarshallleutnant) en 1806 y al año siguiente vio su elección como gobernador de Galicia. Napoleón le ofreció la restauración de su principado de Hohenlohe-Bartenstein a condición de que se adhiriera a la Confederación del Rin, pero tras su rechazo, este fue unificado con Reino de Wurtemberg.
Durante la Guerra de la Quinta Coalición el Príncipe Hohenlohe encabezó una división austriaca de infantería en el IV Cuerpo a las órdenes de Franz Seraph von Orsini-Rosenberg en la Batalla de Eckmühl el 22 de abril de 1809. Su división consistía en tres batallones de los Regimientos de Infantería Josef Mittrowsky Nr. 40, Bellegarde Nr. 44 y Chasteler Nr. 46, y de los batallones 5.º y 6.º de la Legión del Archiduque Carlos y 14 piezas de artillería. En la Batalla de Aspern-Essling el 21-22 de mayo, lideró los Regimimientos de Infantería Hiller Nr. 2, Czartorisky Nr. 9, Sztaray Nr. 33 y Reuss-Greiz Nr. 55. Su división alcanzaba 9261 soldados de infantería y 16 cañones de 6 libras. El IV Cuerpo estuvo involucrado en la mortífera lucha por la villa de Essling. En la Batalla de Wagram el 5-6 de julio encabezó los Regimientos de Hiller y Sztaray, con un total de 4479 hombres. Comandó una división en el III Cuerpo austriaco de Ignaz Gyulai durante la Campaña de 1814 en Francia. Lideró a su tropas en la Primera Batalla de Bar-sur-Aube.
Hohenlohe entró en el servicio francés con el rango de teniente general, después de la caída de Napoleón y la restauración de la Casa de Borbón en 1814. Al año siguiente sostuvo el mando de un regimiento creado por él mismo (Regimiento Hohenlohe), que tomó parte en la campaña española (Cien Mil Hijos de San Luis) de 1823. El mismo año fue naturalizado ciudadano francés, tras lo cual fue hecho Par de Francia. En 1827 le fue dada la distinción de Mariscal de Francia. Murió en Lunéville en 1829.